# Allsvenskan de 2007
A Primeira Divisão do Campeonato Sueco de Futebol da temporada 2007, denominada oficialmente de Allsvenskan 2007, foi a 83º edição da principal divisão do futebol sueco. O campeão foi o IFK Göteborg que conquistou seu 18º título nacional e se classificou para a Liga dos Campeões da UEFA de 2008-09.

## Equipes participantes
| Clube             | Temporada 2006  | Primeira temporada na liga | Primeira temporada da sequência atual |
| ----------------- | --------------- | -------------------------- | ------------------------------------- |
| AIK               | 2º              | 1924–25                    | 2006                                  |
| IF Brommapojkarna | 3º (Superettan) | 2007                       | 2007                                  |
| Djurgårdens IF    | 6º              | 1927–28                    | 2001                                  |
| IF Elfsborg       | 1º              | 1926–27                    | 1997                                  |
| GAIS              | 10º             | 1924–25                    | 2006                                  |
| Gefle IF          | 9º              | 1933–34                    | 2005                                  |
| IFK Göteborg      | 8º              | 1924–25                    | 1977                                  |
| Halmstads BK      | 11º             | 1933–34                    | 1993                                  |
| Hammarby IF       | 3º              | 1924–25                    | 1998                                  |
| Helsingborgs IF   | 4º              | 1924–25                    | 1993                                  |
| Kalmar FF         | 5º              | 1949–50                    | 2004                                  |
| Malmö FF          | 7º              | 1931–32                    | 2001                                  |
| Trelleborgs FF    | 1º (Superettan) | 1985                       | 2007                                  |
| Örebro SK         | 2º (Superettan) | 1946–47                    | 2007                                  |

## Resultados
|                   | AIK | BP  | DIF | IFE | GAIS | GIF | IFKG | HBK | HAM | HEL | KFF | MFF | TFF | ÖSK |
| AIK               |     | 3–0 | 1-1 | 0–1 | 0-0  | 1–0 | 0-1  | 1–1 | 1–0 | 0–1 | 0–1 | 3-1 | 2–0 | 1–1 |
| IF Brommapojkarna | 0–2 |     | 1–0 | 1-1 | 1–0  | 2–1 | 1–2  | 1-1 | 0-2 | 1–1 | 1-2 | 0–1 | 0–3 | 3–1 |
| Djurgårdens IF    | 3–1 | 0-1 |     | 2–1 | 0–1  | 2–1 | 2–1  | 2–0 | 1–0 | 3–1 | 1-3 | 1–0 | 1-1 | 4-1 |
| IF Elfsborg       | 2–0 | 3–0 | 2–2 |     | 5–1  | 1–1 | 3–1  | 1-1 | 1-2 | 0-0 | 2–2 | 1–1 | 2–0 | 0-2 |
| GAIS              | 1–1 | 2-1 | 1–1 | 2–1 |      | 1-0 | 0-1  | 2–1 | 1–1 | 0–3 | 0–3 | 1-2 | 3–1 | 1–1 |
| Gefle IF          | 0–0 | 1–1 | 0-2 | 2-2 | 1–0  |     | 0–2  | 2–0 | 1–0 | 4-0 | 2–1 | 2-1 | 1–0 | 0–0 |
| IFK Göteborg      | 1–2 | 0-0 | 1–1 | 2-2 | 1–0  | 2–0 |      | 1–1 | 3-0 | 0–0 | 3–2 | 1–2 | 2-0 | 2–0 |
| Halmstads BK      | 2-2 | 1–0 | 1-2 | 3–0 | 2–2  | 0-0 | 1-3  |     | 2–2 | 2–1 | 2–1 | 1–3 | 1–0 | 3–1 |
| Hammarby IF       | 1-2 | 4–0 | 2–0 | 0–1 | 4-0  | 4-3 | 3–1  | 0–1 |     | 0-2 | 1–0 | 1–0 | 3–0 | 1–0 |
| Helsingborgs IF   | 2–3 | 1-1 | 1-4 | 0–1 | 1–1  | 3–1 | 2–2  | 9-0 | 4–2 |     | 5–0 | 0–1 | 1-1 | 4–1 |
| Kalmar FF         | 2-0 | 2–2 | 1–0 | 2–1 | 2-2  | 0–1 | 0–5  | 3-0 | 2–0 | 2–0 |     | 2-0 | 0–1 | 2–0 |
| Malmö FF          | 4–0 | 2–0 | 1–1 | 1-2 | 1–0  | 1–1 | 0-2  | 1–2 | 1–1 | 1–1 | 1–2 |     | 0-0 | 1-0 |
| Trelleborgs FF    | 0-0 | 3–3 | 0–3 | 1–2 | 0–1  | 3–2 | 1–1  | 1–1 | 1-0 | 2–3 | 1-3 | 2–1 |     | 0-0 |
| Örebro SK         | 1–4 | 4–0 | 0–0 | 1–1 | 2-1  | 1-2 | 0–4  | 0–3 | 3–1 | 4-3 | 1-3 | 1–1 | 2–0 |     |

## Premiação
| Allsvenskan 2007                  |
| Sweden                            |
| --------------------------------- |
| IFK GÖTEBORG Campeão (18º título) |

## Artilharia
|   | Jogador          | País    | Clube           | Gols |
| - | ---------------- | ------- | --------------- | ---- |
| 1 | Marcus Berg      | Suécia  | IFK Göteborg    | 14   |
| 1 | Razak Omotoyossi | Benim   | Helsingborgs IF | 14   |
| 3 | César Santin     | Brasil  | Kalmar FF       | 12   |
| 4 | Johan Oremo      | Suécia  | Gefle IF        | 11   |
| 5 | Anders Svensson  | Suécia  | IF Elfsborg     | 9    |
| 5 | Paulinho Guará   | Brasil  | Hammarby IF     | 9    |
| 5 | Henrik Larsson   | Suécia  | Helsingborgs IF | 9    |
| 5 | Júnior           | Brasil  | Malmö FF        | 9    |
| 9 | Thiago Quirino   | Brasil  | Djurgårdens IF  | 8    |
| 9 | Sebastián Eguren | Uruguai | Hammarby IF     | 8    |
| 9 | Stefan Ishizaki  | Suécia  | IF Elfsborg     | 8    |